# Usa (Ōita)
Usa (宇佐市 Usa-shi?) es una ciudad de la prefectura de Ōita en Japón.
Usa tiene una población de 58,634 habitantes y un área total de 439.12 km².